# Terence Marsh
Terence Marsh (Londres, 14 de novembro de 1931 - Londres, 9 de janeiro de 2018) foi um diretor de arte estadunidense. Venceu o Oscar de melhor direção de arte em duas ocasiões: por Doctor Zhivago e Oliver!.